# Campionato mondiale di hockey su ghiaccio - Seconda Divisione 2008
Il Campionato mondiale di hockey su ghiaccio - Seconda Divisione 2008 è stato un torneo di hockey su ghiaccio organizzato dall'International Ice Hockey Federation. Il torneo si è disputato fra il 7 e il 13 aprile 2008. Le dodici squadre partecipanti sono state divise in due gironi da sei ciascuno. Il torneo del Gruppo A si è svolto nella città di Miercurea Ciuc, in Romania. Le partite del Gruppo B invece si sono disputate a Newcastle, in Australia. La Romania ha vinto il Gruppo A mentre l'Australia il Gruppo B, garantendosi così la partecipazione al Campionato mondiale di hockey su ghiaccio - Prima Divisione 2009. Al contrario l'Irlanda e la Nuova Zelanda, giunte all'ultimo posto dei rispettivi gironi, sono state retrocesse per il 2009 in Terza Divisione. La Corea del Nord e il Sudafrica, vincitrici dei due gironi della Terza Divisione, sostituiscono nel 2009 l'Irlanda e la Nuova Zelanda.

## Partecipanti

### Gruppo A
| Nazionale | Qualificazione                                                           |
| --------- | ------------------------------------------------------------------------ |
| Romania   | Ospitante, sesta e retrocessa dalla Prima Divisione - Gruppo B del 2007. |
| Belgio    | Secondo nella Seconda Divisione - Gruppo A del 2007.                     |
| Israele   | Terza nella Seconda Divisione - Gruppo B del 2007.                       |
| Serbia    | Quarta nella Seconda Divisione - Gruppo A del 2007.                      |
| Bulgaria  | Quinta nella Seconda Divisione - Gruppo A del 2007.                      |
| Irlanda   | Seconda e promossa dalla Terza Divisione del 2007.                       |

### Gruppo B
| Nazionale     | Qualificazione                                                  |
| ------------- | --------------------------------------------------------------- |
| Cina          | Sesta e retrocessa dalla Prima Divisione - Gruppo A del 2007.   |
| Australia     | Ospitante, seconda nella Seconda Divisione - Gruppo B del 2007. |
| Spagna        | Terza nella Seconda Divisione - Gruppo A del 2007.              |
| Islanda       | Quarta nella Seconda Divisione - Gruppo B del 2007.             |
| Messico       | Quinto nella Seconda Divisione - Gruppo B del 2007.             |
| Nuova Zelanda | Prima e promossa dalla Terza Divisione del 2007.                |

## Gruppo A

### Incontri
| Miercurea Ciuc 7 aprile 2008, ore 13:30 | Irlanda | 1 – 13 (1-2; 0-3; 0-8) referto | Serbia | Vakar Lajos (110 spett.) |

| Miercurea Ciuc 7 aprile 2008, ore 17:00 | Belgio | 8 – 1 (4-0; 1-1; 3-0) referto | Bulgaria | Vakar Lajos (120 spett.) |

| Miercurea Ciuc 7 aprile 2008, ore 20:30 | Israele | 0 – 13 (0-4; 0-5; 0-4) referto | Romania | Vakar Lajos (700 spett.) |

| Miercurea Ciuc 8 aprile 2008, ore 13:30 | Bulgaria | 7 – 4 (2-1; 1-1; 4-2) referto | Irlanda | Vakar Lajos (70 spett.) |

| Miercurea Ciuc 8 aprile 2008, ore 17:00 | Romania | 10 – 0 (3-0; 4-0; 3-0) referto | Serbia | Vakar Lajos (350 spett.) |

| Miercurea Ciuc 8 aprile 2008, ore 20:30 | Belgio | 6 – 3 (2-0; 3-3; 1-0) referto | Israele | Vakar Lajos (60 spett.) |

| Miercurea Ciuc 10 aprile 2008, ore 13:30 | Belgio | 9 – 1 (3-0; 4-1; 2-0) referto | Irlanda | Vakar Lajos (90 spett.) |

| Miercurea Ciuc 10 aprile 2008, ore 17:00 | Israele | 1 – 4 (1-0; 0-3; 0-1) referto | Serbia | Vakar Lajos (80 spett.) |

| Miercurea Ciuc 10 aprile 2008, ore 20:30 | Romania | 14 – 0 (7-0; 4-0; 3-0) referto | Bulgaria | Vakar Lajos (400 spett.) |

| Miercurea Ciuc 11 aprile 2008, ore 13:30 | Serbia         | 4 – 4 (d.t.s.) (3-1; 1-2; 0-1; 0-0) referto | Belgio | Vakar Lajos (70 spett.) |
| Shootout 0 – 1                           |                |                                             |        |                         |
|                                          |                |                                             |        |                         |
|                                          | Shootout 0 – 1 |                                             |        |                         |

| Miercurea Ciuc 11 aprile 2008, ore 17:00 | Bulgaria | 4 – 5 (d.t.s.) (1-2; 1-0; 2-2) referto | Israele | Vakar Lajos (90 spett.) |

| Miercurea Ciuc 11 aprile 2008, ore 20:30 | Irlanda | 1 – 21 (0-7; 1-5; 0-9) referto | Romania | Vakar Lajos (400 spett.) |

| Miercurea Ciuc 13 aprile 2008, ore 13:30 | Serbia | 11 – 2 (6-0; 5-0; 0-2) referto | Bulgaria | Vakar Lajos (50 spett.) |

| Miercurea Ciuc 13 aprile 2008, ore 17:00 | Israele | 7 – 1 (2-0; 4-1; 1-0) referto | Irlanda | Vakar Lajos (60 spett.) |

| Miercurea Ciuc 13 aprile 2008, ore 20:30 | Romania | 5 – 1 (2-1; 1-0; 2-0) referto | Belgio | Vakar Lajos (1.100 spett.) |

### Classifica
| Pos. |          | PG | V | VOT | POT | P | GF | GS | DR  | Pt |
| 1.   | Romania  | 5  | 5 | 0   | 0   | 0 | 65 | 2  | +63 | 15 |
| 2.   | Belgio   | 5  | 3 | 1   | 0   | 1 | 29 | 14 | +15 | 11 |
| 3.   | Serbia   | 5  | 3 | 0   | 1   | 1 | 32 | 19 | +13 | 10 |
| 4.   | Israele  | 5  | 1 | 1   | 0   | 3 | 16 | 28 | -12 | 5  |
| 5.   | Bulgaria | 5  | 1 | 0   | 1   | 3 | 14 | 44 | -30 | 4  |
| 6.   | Irlanda  | 5  | 0 | 0   | 0   | 5 | 8  | 57 | -49 | 0  |

### Riconoscimenti individuali
- Miglior portiere: Bjorn Stejlen -  Belgio
- Miglior difensore: Laszlo Vargyas -  Romania
- Miglior attaccante: Catalin Geru -  Romania

### Classifica marcatori
| Giocatore       | PG | G | A  | Pt | +/- | MP |
| --------------- | -- | - | -- | -- | --- | -- |
| Catalin Geru    | 5  | 5 | 15 | 20 | +19 | 3  |
| Ioan Timaru     | 5  | 7 | 9  | 16 | +18 | 0  |
| Attila Borsos   | 5  | 9 | 6  | 15 | +21 | 4  |
| Magor Petres    | 5  | 7 | 7  | 14 | +15 | 0  |
| Vincent Morgan  | 5  | 6 | 8  | 14 | +7  | 2  |
| Attila Goga     | 5  | 6 | 6  | 12 | +19 | 4  |
| Ervin Moldovan  | 5  | 3 | 9  | 12 | +18 | 2  |
| Marko Kovacevic | 5  | 7 | 4  | 11 | +2  | 22 |
| Robert Peter    | 5  | 6 | 5  | 11 | +14 | 2  |
| Maxim Birbraev  | 5  | 5 | 6  | 11 | -1  | 4  |

Fonte: IIHF.com

### Classifica portieri
| Giocatore              | Min    | TC  | GS | SO | MGS  | Sv%   |
| ---------------------- | ------ | --- | -- | -- | ---- | ----- |
| Szabolcs Molnar        | 180:00 | 55  | 1  | 2  | 0.33 | 98.18 |
| Adrian Catrinoi Cornea | 120:00 | 43  | 1  | 1  | 0.50 | 97.67 |
| Bjorn Stejlen          | 274:51 | 171 | 14 | 0  | 3.06 | 91.81 |
| Milan Lukovic          | 174:24 | 84  | 9  | 0  | 3.10 | 89.29 |
| Jevgeny Gussin         | 279:31 | 178 | 24 | 0  | 5.15 | 86.52 |
| Fedor Aranicki         | 130:36 | 73  | 10 | 0  | 4.59 | 86.30 |
| Radoslav Petkov        | 145:30 | 118 | 20 | 0  | 8.25 | 83.05 |
| Hugh Smyth             | 251:24 | 187 | 37 | 0  | 8.83 | 80.21 |
| Kiril Vajarov          | 154:58 | 106 | 24 | 0  | 9.29 | 77.36 |

Fonte: IIHF.com

## Gruppo B

### Incontri
| Newcastle 7 aprile 2008, ore 13:00 | Spagna         | 4 – 4 (d.t.s.) (1-0; 2-3; 1-1; 0-0) referto | Cina | HISS Arena (190 spett.) |
| Shootout 0 – 1                     |                |                                             |      |                         |
|                                    |                |                                             |      |                         |
|                                    | Shootout 0 – 1 |                                             |      |                         |

| Newcastle 7 aprile 2008, ore 16:30 | Nuova Zelanda | 3 – 6 (1-2; 1-3; 1-1) referto | Islanda | HISS Arena (200 spett.) |

| Newcastle 7 aprile 2008, ore 20:00 | Australia | 7 – 1 (2-0; 3-1; 2-0) referto | Messico | HISS Arena (500 spett.) |

| Newcastle 9 aprile 2008, ore 13:00 | Cina           | 4 – 4 (d.t.s.) (2-1; 1-1; 1-2; 0-0) referto | Islanda | HISS Arena (100 spett.) |
| Shootout 1 – 0                     |                |                                             |         |                         |
|                                    |                |                                             |         |                         |
|                                    | Shootout 1 – 0 |                                             |         |                         |

| Newcastle 9 aprile 2008, ore 16:30 | Messico | 2 – 0 (1-0; 1-0; 0-0) referto | Nuova Zelanda | HISS Arena (150 spett.) |

| Newcastle 9 aprile 2008, ore 20:00 | Australia | 5 – 3 (1-1; 1-2; 3-0) referto | Spagna | HISS Arena (543 spett.) |

| Newcastle 10 aprile 2008, ore 13:00 | Cina | 5 – 3 (1-3; 2-0; 2-0) referto | Messico | HISS Arena |

| Newcastle 10 aprile 2008, ore 16:30 | Spagna | 4 – 3 (1-0; 3-0; 0-3) referto | Islanda | HISS Arena (100 spett.) |

| Newcastle 10 aprile 2008, ore 20:00 | Australia | 4 – 2 (1-0; 1-2; 2-0) referto | Nuova Zelanda | HISS Arena (705 spett.) |

| Newcastle 12 aprile 2008, ore 13:00 | Messico | 2 – 4 (1-1; 1-2; 0-1) referto | Spagna | HISS Arena (140 spett.) |

| Newcastle 12 aprile 2008, ore 16:30 | Nuova Zelanda | 2 – 6 (2-1; 0-3; 0-2) referto | Cina | HISS Arena (450 spett.) |

| Newcastle 12 aprile 2008, ore 20:00 | Islanda | 0 – 3 (0-1; 0-1; 0-1) referto | Australia | HISS Arena (850 spett.) |

| Newcastle 13 aprile 2008, ore 13:00 | Islanda | 4 – 6 (1-4; 3-1; 0-1) referto | Messico | HISS Arena (150 spett.) |

| Newcastle 13 aprile 2008, ore 16:30 | Spagna | 5 – 4 (1-1; 1-0; 3-3) referto | Nuova Zelanda | HISS Arena (420 spett.) |

| Newcastle 13 aprile 2008, ore 20:00 | Cina | 0 – 1 (0-1; 0-0; 0-0) referto | Australia | HISS Arena (875 spett.) |

### Classifica
| Pos. |               | PG | V | VOT | POT | P | GF | GS | DR  | Pt |
| 1.   | Australia     | 5  | 5 | 0   | 0   | 0 | 20 | 6  | +14 | 15 |
| 2.   | Cina          | 5  | 2 | 2   | 0   | 1 | 21 | 14 | +7  | 10 |
| 3.   | Spagna        | 5  | 3 | 0   | 1   | 1 | 20 | 19 | +1  | 10 |
| 4.   | Messico       | 5  | 2 | 0   | 0   | 3 | 14 | 20 | -6  | 6  |
| 5.   | Islanda       | 5  | 1 | 0   | 1   | 3 | 17 | 21 | -4  | 4  |
| 6.   | Nuova Zelanda | 5  | 0 | 0   | 0   | 5 | 11 | 23 | -12 | 0  |

### Riconoscimenti individuali
- Miglior portiere: Matthew Ezzy -  Australia
- Miglior difensore: Guillermo Betran -  Spagna
- Miglior attaccante: Greg Oddy -  Australia

### Classifica marcatori
| Giocatore        | PG | G | A | Pt | +/- | MP |
| ---------------- | -- | - | - | -- | --- | -- |
| Greg Oddy        | 5  | 5 | 7 | 12 | +7  | 4  |
| Lliam Webster    | 5  | 5 | 4 | 9  | +7  | 10 |
| Chris Sekura     | 5  | 2 | 6 | 8  | +5  | 2  |
| Emil Alengard    | 5  | 1 | 6 | 7  | +2  | 8  |
| Zhiqiang Wang    | 5  | 5 | 1 | 6  | 0   | 0  |
| Adrian Cervantes | 5  | 4 | 2 | 6  | +2  | 28 |
| Pablo Muñoz      | 5  | 3 | 3 | 6  | +1  | 2  |
| Brian Arroyo     | 5  | 4 | 1 | 5  | +2  | 2  |
| Jonas Magnusson  | 5  | 4 | 1 | 5  | +1  | 4  |
| Salvador Barnola | 5  | 4 | 5 | 5  | 0   | 2  |

Fonte: IIHF.com

### Classifica portieri
| Giocatore        | Min    | TC  | GS | SO | MGS  | Sv%   |
| ---------------- | ------ | --- | -- | -- | ---- | ----- |
| Matthew Ezzy     | 240:00 | 103 | 4  | 2  | 1.00 | 96.12 |
| Yang Yu          | 308:57 | 142 | 14 | 0  | 2.72 | 90.14 |
| José Luis Alonso | 245:00 | 145 | 15 | 0  | 3.67 | 89.66 |
| Zak Nothling     | 142:31 | 96  | 10 | 0  | 4.21 | 89.58 |
| Dennis Hedstrom  | 305:00 | 192 | 21 | 0  | 4.13 | 87.50 |

Fonte: IIHF.com